# 盾蟒
黑頭盾蟒（學名：Aspidites melanocephalus），又稱頭黑錦蛇、黑頭蟒，是脊索動物門爬蟲綱有鱗目蛇亞目蟒科盾蟒屬的生物，無毒性。主要分布在澳洲的北半部，是當地的特有蛇種。在澳洲原住民的夢世紀（Dreamtime）文化裡，盾蟒的形象經常出現於許多傳說故事之中。

## 形態
紀錄中最長的黑頭盾蟒大概有300厘米長，以蟒科動物而言，黑頭盾蟒的體型並不算巨大。身體普遍呈淡黃色，有黑色或紅色的間條，特色在於其頭頸部位多呈深黑色。黑頭盾蟒學名中的melanocephalus在英語中就有「黑色的頭」的含義。身體顏色根據地域差異亦會有所分別。

## 生態
黑頭盾蟒適應乾燥的環境，因此主要生長於沙漠、荒野、熱帶草原、森林等地帶。具備夜行性，多於夜間活動，日間則會躲藏於由其它動物所掘的洞穴或茂密的林間棲息。與一般蟒科動物一樣，黑頭盾蟒是肉食性生物，主要進食爬蟲類、鳥類及小型哺乳類的動物。以卵生繁殖，雌蛇每次能生產3至10枚蛇卵，懷孕期大致相隔兩至三個月。發育不良的幼體黑頭盾蟒將會成為同伴的食物，天敵為人類及澳洲野犬。

## 目前環境
由於澳洲積極開拓北部地區，直接使黑頭盾蟒的棲息範圍銳減，黑頭盾蟒的族群數量亦因此有所下滑，目前已受到動物保育組織的關注。在日本有飼養黑頭盾蟒的情況，不過由於澳洲當地的黑頭盾蟒棲息環境受到影響，政府下令禁止輸出黑頭盾蟒的野生個體，因此日本國內作飼養用途的黑頭盾蟒，多數是以往從澳洲運往日本用作為研究及展覽目的的少數黑頭盾蟒的人工繁殖個體。這些人工繁殖個體數量極少，使得日本的黑頭盾蟒價格高漲。野生的黑頭盾蟒多數以捕食爬蟲類動物為主，而人工飼養下的黑頭盾蟒主要食糧則是老鼠之類的小型哺乳動物。

## 圖片

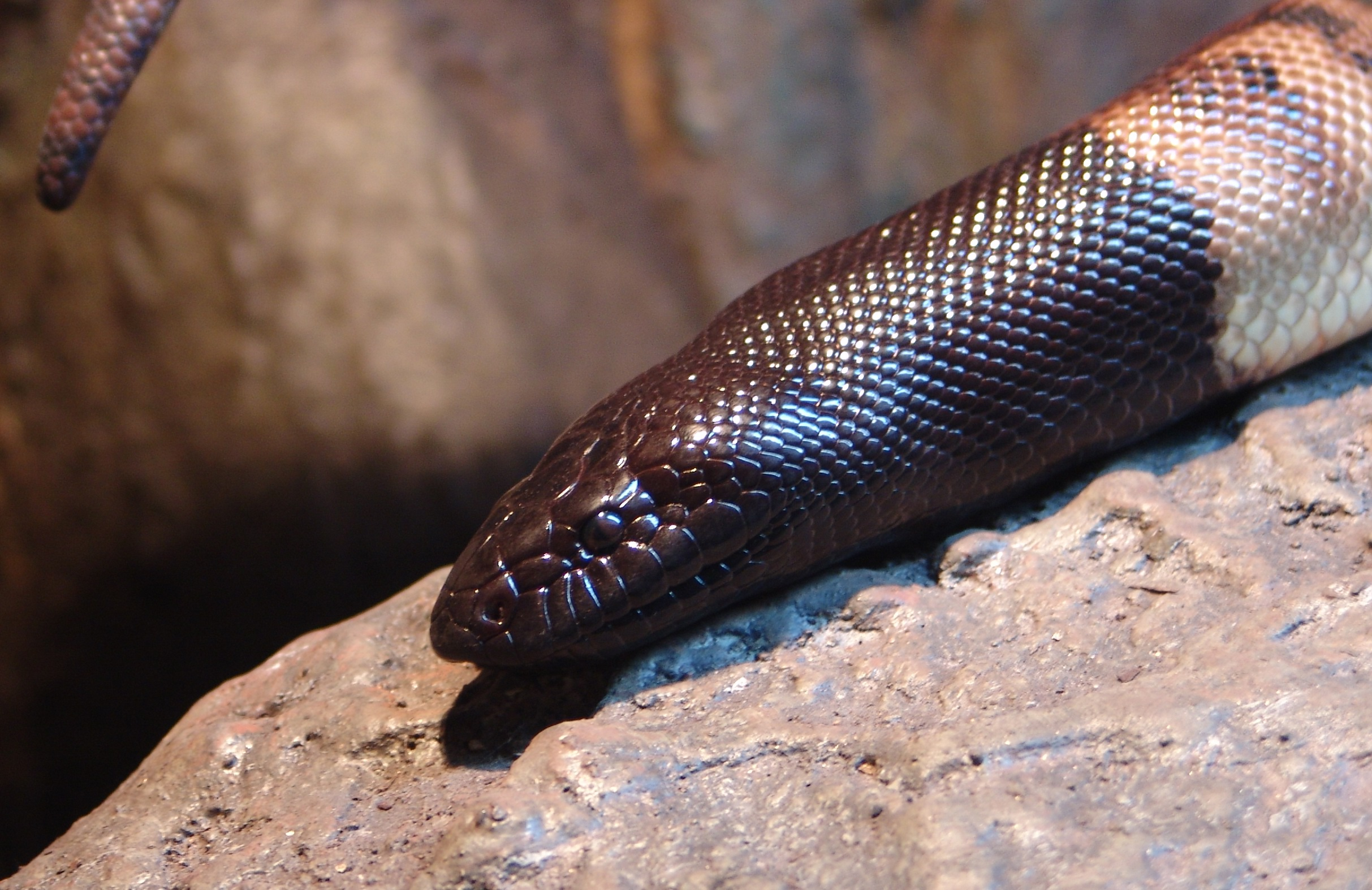
黑頭盾蟒的頭部

## 外部連結
- 爬蟲類資料庫：黑頭盾蟒介紹（英語）
- The Creation Story of the Wardaman People（英語）
- 澳洲維多利亞動物園：黑頭盾蟒（英語）
- 爬蟲類蟒科生物：黑頭盾蟒資料（英語）